# Braiment (âne)
Pour les articles homonymes, voir Braiement.
Le braiment ou braiement est une vocalisation caractéristique de l'âne (Equus africanus asinus), bien connue à travers sa célèbre onomatopée « iii ahn  ». Ce cri puissant est généralement émis au printemps, pendant les amours.
Dans la culture humaine, le braiment est perçu comme un son désagréable.

## Histoire
L'homme a très tôt remarqué les cris particuliers poussés par l'âne, animal domestiqué depuis la plus haute Antiquité. Il était d'usage de fendre une narine de l'âne pour empêcher le braiment durant la Première Guerre mondiale.

## Description

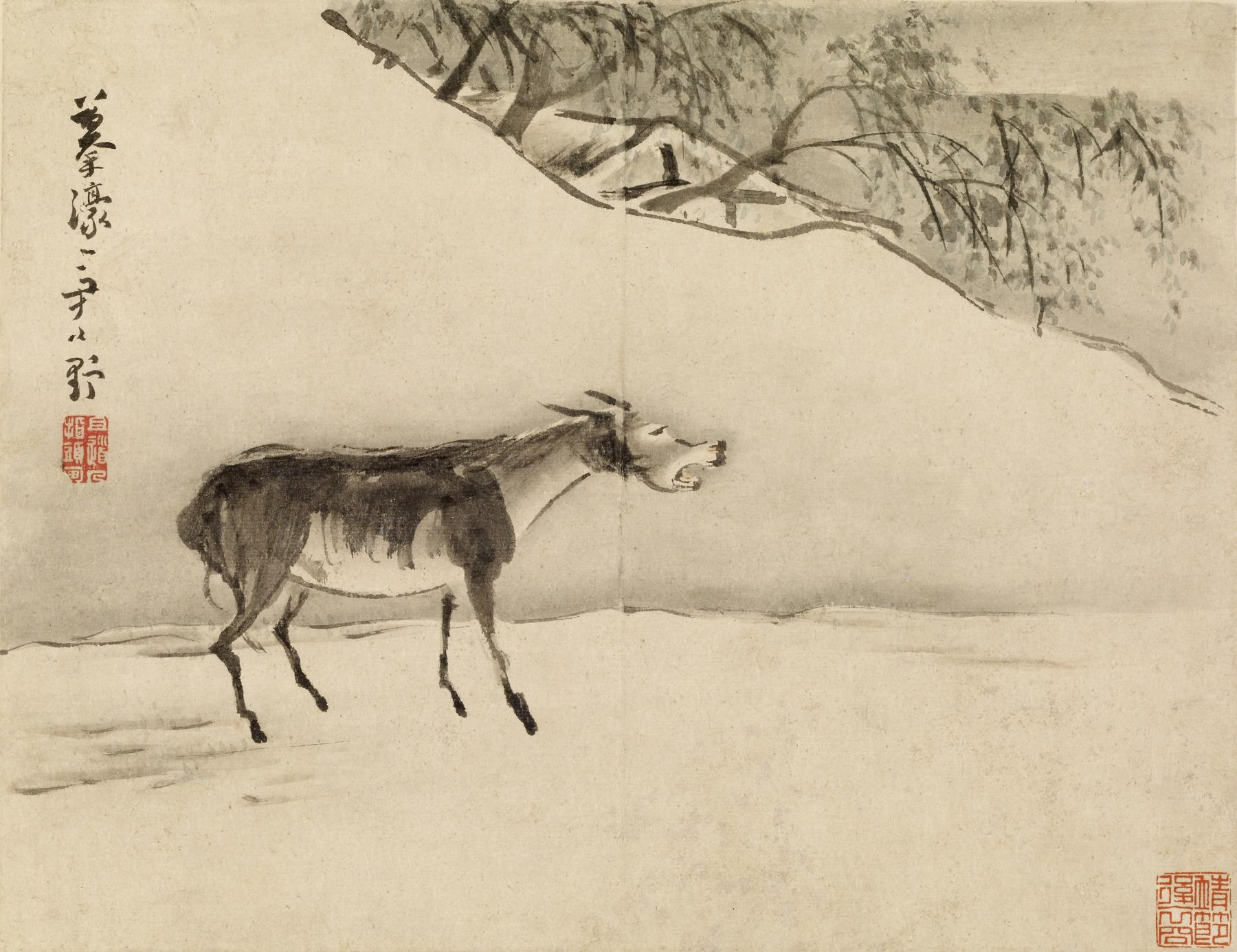
Âne brayant (1713), Gao Qipei.

Le braiment est une succession de puissants « hi-han », « hi-han » absolument caractéristique. Bien que le nom de braiment s'applique en général au cri de l'âne, le mulet, hybride d'âne et de jument, brait plus volontiers qu'il ne hennit, à l'inverse du bardot, hybride d'étalon et d'ânesse.
Les ânes sauvages braient plus volontiers en combat, leur cri s'apparente plutôt à un « i-ah » dans ce dernier cas.

## Dans la culture
Le braiment de l'âne, généralement désagréable à l'oreille humaine, s'est vu associer une image négative, celle d'un son laid et repoussant, d'où des expressions du type « gueuler comme un âne ».